# 2016년 로스앤젤레스 영화 비평가 협회상
제42회 로스앤젤레스 영화 비평가 협회상은 2016년 12월 4일에 열린 시상식이다.

## 수상 및 후보

### 작품상
- 문라이트 - 배리 젠킨스 수상

### 감독상
- 문라이트 - 배리 젠킨스 수상

### 남우주연상
- 패터슨 - 아담 드라이버 수상

### 여우주연상
- 엘르 - 이자벨 위페르 수상

### 남우조연상
- 문라이트 - 마허샬라 알리 수상

### 여우조연상
- 서튼 위민 - 릴리 글래드스톤 수상

### 각본상
- 더 랍스터 - 에프티미스 필리포우 외 1명 수상

### 촬영상
- 문라이트 - 제임스 렉스톤 수상

### 미술상
- 아가씨 - 류성희 수상

### 편집상
- O.J.: 메이드 인 아메리카 - 브렛 그라나토 외 2명 수상

### 음악상
- 라라랜드 - 저스틴 허위츠 외 2명 수상

### 외국어영화상
- 아가씨 - 박찬욱 수상

### 다큐멘터리상
- 아이 엠 낫 유어 네그로 - 라울 펙 수상

### 애니메이션상
- 너의 이름은. - 신카이 마코토 수상

### 독립영화상
- 디 일리노이즈 파라블즈 - 데보라 스트라트맨 수상

### 신인상
- 크리샤 - 트레이 에드워드 슐츠 수상

### 공로상
- 셜리 맥클레인 수상